# Джеси (сериал)
„Джеси“ (на английски: Jesse) е американски ситком, създаден от Ира Ънгърлийдър, чиято главна роля участва Кристина Апългейт, се излъчваше по NBC от 24 септември 1998 г. до 25 май 2000 г. и се състои от 2 сезона и 42 епизода.
Сериалът е продуциран от Bright/Kauffman/Crane Productions във връзка със Warner Bros. Television.

## Сюжет
Кристина Апългейт играе самотната майка Джеси Уорнър, която отглежда своя 9-годишен син Малък Джон в Бъфало, Ню Йорк.

## Актьорски състав
| Изпълнител        | Роля                         |
| ----------------- | ---------------------------- |
| Кристина Апългейт | Джеси Уорнър                 |
| Бруно Кампос      | Диего Васкес                 |
| Ерик Лойд         | „Малкия Джон“ Уорнър         |
| Лиза Снайдър      | Линда                        |
| Дженифър Милмор   | Кари                         |
| Джон Лер          | Джон Уорнър младши (сезон 1) |
| Дейвид ДеЛуиз     | Дарън Уорнър (сезон 1)       |
| Джордж Джъндза    | Джон Уорнър старши (сезон 1) |
| Кевин Рам         | Д-р Дани Козак               |
| Дарил Терийз      | Кърт Бемис                   |

## В България
В България сериалът започна излъчване по bTV през периода 2000-2001 г. с български дублаж. Ролите се озвучават от Елена Русалиева, Даниела Йорданова, Силви Стоицов и Цветан Ватев.